# Bonannia
Bonannia là chi thực vật có hoa trong họ Apiaceae.